# Dystrykt Zachodni (Fidżi)

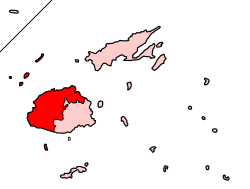
Na mapie zaznaczono dystrykt zachodni.

Dystrykt Zachodni – jeden z 4 dystryktów Fidżi. Składa się z 3 prowincji Ba, Nadroga-Navosa i Ra.
Stolicą dystryktu jest Lautoka. Do dystryktu należy zachodnia część największej wyspy Fidżi, Viti Levu, oraz kilka mniejszych wysp: Yasawa, Viwa, Waya oraz Velulele.